# Kẻ Sặt
Kẻ Sặt là xã thuộc thành phố Hải Phòng, Việt Nam.

## Địa lý
Thị trấn Kẻ Sặt nằm ở phía tây bắc huyện Bình Giang, có vị trí địa lý:
- Phía đông giáp xã Vĩnh Hồng
- Phía tây và tây bắc giáp tỉnh Hưng Yên
- Phía nam giáp xã Thúc Kháng và xã Tân Hồng
- Phía đông bắc giáp xã Vĩnh Hưng.

Thị trấn Kẻ Sặt có diện tích 3,02 km², dân số năm 2018 là 10.359 người, mật độ dân số đạt 3.430 người/km².

## Lịch sử
Tên tự của địa danh Kẻ Sặt là Tráng Liệt.
Từ xa xưa, Kẻ Sặt được biết đến là nơi quần cư đông đúc, giao thương sầm uất. Nằm cạnh quốc lộ 5, quốc lộ 38 và dòng sông Sặt, nơi đây luôn là đầu mối kinh tế - xã hội của khu vực. Năm 1925, phủ lỵ Bình Giang chuyển từ thôn Ninh Bình, xã Hoạch Trạch (nay là xã Thái Học) lên khu Kẻ Sặt. Ngày 19 tháng 9 năm 1958, Ủy ban hành chính khu Tả Ngạn ban hành quyết định tách khu phố An Quý, khu Đồng Xá và ấp Thanh Bình thuộc xã Tráng Liệt để thành lập thị trấn Kẻ Sặt.
Đến năm 2018, thị trấn Kẻ Sặt có diện tích 0,69 km², dân số là 6.065 người, mật độ dân số đạt 8.790 người/km². Xã Tráng Liệt có diện tích 2,33 km², dân số là 4.294 người, mật độ dân số đạt 1.843 người/km².
Ngày 16 tháng 10 năm 2019, Ủy ban Thường vụ Quốc hội ban hành Nghị quyết số 788/NQ-UBTVQH14 về việc sắp xếp các đơn vị hành chính cấp huyện, cấp xã thuộc tỉnh Hải Dương (nghị quyết có hiệu lực từ ngày 1 tháng 12 năm 2019). Theo đó, sáp nhập toàn bộ diện tích và dân số của xã Tráng Liệt vào thị trấn Kẻ Sặt.

## Di tích

### Đình làng Tranh
Đình hai làng Tranh thờ chung một Thành hoàng, thần phả còn đã dịch ra chữ quốc ngữ. Tóm tắt như sau: Xưa có Lý Khôi người đất Kinh Bắc, lấy bà Nguyễn Thị Hạnh người làng Tranh. 50 tuổi bà mới sinh một bọc ba con trai, đều đặt tên là Long, song chỉ nuôi được con thứ 3 là Long Công Tam. Bà Hạnh mất, Lý Khôi đem con là Long Công Tam về làng Tranh dạy học, rồi tục huyền với bà Phạm Thị Hằng, sinh một con trai đặt tên là Khang Công. Lớn lên hai anh em Long Công và Khang Công học văn, luyện võ đều giỏi. Cha mẹ mất, nước lại có loạn 12 sứ quân (966-968), hai anh em tổ chức hương binh, giữ cho làng làm ăn yên ổn. Đinh Bộ Lĩnh triệu hai ông đến gặp và phong cho làm tướng đi dẹp sứ quân Kiều Công Hãn và Ngô Nhật Khánh. Hai ông hoàn thành nhiệm vụ, vua Đinh phong cho hai ông làm Thành hoàng làng Tranh. Làng Tranh thờ cả hai anh Long Công Tam mất sớm nữa, nên làng Tranh thờ 4 Thành hoàng. Hai anh Long Công Tam là Long Công Nhất và Long Công Nhị.